# Oe (Estland)
Oe is een plaats in de Estlandse gemeente Antsla, provincie Võrumaa. De plaats heeft de status van dorp (Estisch: küla).

## Bevolking
Het dorp had 73 inwoners op 31 december 2011 en 65 inwoners op 31 december 2021.

## Ligging
Oe ligt aan de rivier Ärnu.

## Geschiedenis
Oe werd in 1688 voor het eerst genoemd 1386 onder de naam Oyl, een nederzetting die later op het landgoed Anzen en in de 17e eeuw op het landgoed Alt-Anzen (Vana-Antsla) kwam te liggen. Het dorp was oorspronkelijk veel groter dan nu. In de loop der jaren zijn Soome, Kollino en de tegenwoordige stad Antsla van Oe afgesplitst. In 1977 werd het buurdorp Villaku bij Oe gevoegd.

## Geboren in Oe
- Karl Pärsimägi (1902-1942), kunstschilder